# Microgoura meeki
Microgoura meeki (чубатий товстодзьобий голуб, чубатий голуб Міка, шуазельський голуб) — вимерлий на початку XX ст. вид птахів родини голубових. Утворює монотипний рід Microgoura (Rothschild, 1904).

## Етимологія
Видову назву дано на честь Альберта Стюарта Міка (1871—1943; англ. Albert Stewart Meek), який у 1904 р. відстріляв 6 зразків цього виду для колекції лорда Волтера Ротшильда. Яйця були також зібрані.

## Поширення
Птах був ендеміком о. Шуазель, одного з Соломонових островів.

## Екологія
Імовірно населяв рівнинні ліси та болота і гніздився на землі. Жив малими групами. Його зникнення було спричинене, імовірно, мисливцями, хижацтвом з боку диких собак і особливо кішок.

## Морфологія
Був розміром з курку, до 30 см завдовжки. На верхній частині голови був темний голубуватий гребінь. Лоб і передня частина обличчя чорні. Спина і груди від темно-синього до сіро-блакитного, низ коричневого кольору. Крила і спина оливково-коричневі. Хвіст темно-коричневий з фіолетовими тонами. Живіт темно-бордовий. Верхня частина дзьоба чорна, нижня — червона. Ноги пурпурові. Про відмінності між статями відомостей немає.